# Karšiole
Karšiole (tal. Carsiole) su prigradsko naselje u Puli koje administrativno pripada mjesnom odboru Veli Vrh.
Karšiole sa sjeverozapada ograničuje Paganor, sa sjevera Veli Vrh, s istoka Valica-Ilirija i Monte Ghiro, s juga Pulski zaljev, a s jugozapada i zapada Vallelunga.
Karšiole se ponekad nazivaju Monte Vallelunga ili Monte Vareton. Naziv Karšiole potječe od talijanske zamjenice carso, i pridjeva carsico, carsolino, carsiole, što označava kraske (krške) površine na kojima raste oskudna vegetacija.
Od tri toponima, Karšiole, Monte Vallelunga i Monte Vareton, prvi se koristi najčešće i vjerojatno je nastao prije drugih. Drugi toponim, Vallelunga, postao je sinonim vojne zone koja se u 20. stoljeću nalazila između željezničke pruge i sjeverne strane pulske luke. U svakodnevnom govoru Puljani koriste oba naziva, iako neki razlikuju dio zapadno od brda, Karšiole, i istočno od brda, Vallelunga. Na vojnim kartama brdo se češće naziva Vallelunga (Valelunga), dok se na civilnim kartama češće koristi toponim Karšiole.
Treći naziv brda koji se još ponekad može čuti i koje neki stariji Puljani još uvijek koriste je nastao prema prezimenu vlasnika većeg dijela Valelunge i obližnjeg brda, to jest Natala Varetona, poznatog osnivača prvog nautičkog društva u Puli, "Pietas Iulia".